# Baniana ochracea
Baniana ochracea là một loài bướm đêm trong họ Erebidae.